# Тібілов Семен Григорович
Семен Григорович Тібілов (1900, місто Цхінвалі, тепер Південна Осетія, Грузія — ?) — радянський державний діяч, голова виконавчого комітету Південно-Осетинської обласної ради депутатів трудящих. Депутат Верховної Ради СРСР 5-го скликань.

## Життєпис
З 1916 року — телефоніст, вчитель сільської школи, секретар військового комісаріату.
Член ВКП(б) з 1925 року.
У 1928 році закінчив Тифліський політехнічний інституту імені Леніна.
З 1928 року — агроном; народний комісар землеробства Південно-Осетинської автономної області; керуючий Південно-Осетинської контори Закавказького держторгу;  директор Ксуїського радгоспу Південно-Осетинської автономної області; директор Сталінірського радгоспу Південно-Осетинської автономної області; директор Сталінірської машинно-тракторної станції (МТС) Південно-Осетинської автономної області.
У 1952—1954 роках — представник Ради у справах колгоспів при РМ СРСР по Південно-Осетинській автономній області; заступник начальника Управління сільського господарства і заготівель виконавчого комітету Південно-Осетинської обласної ради депутатів трудящих.
У 1954—1957 роках — заступник голови виконавчого комітету Південно-Осетинської обласної ради депутатів трудящих.
У 1957—1959 роках — голова виконавчого комітету Південно-Осетинської обласної ради депутатів трудящих.
З 1959 року — начальник відділу виробничого управління Ради народного господарства Грузинської РСР.
Подальша доля невідома.

## Нагороди
- медаль «За оборону Кавказу»
- медаль «За доблесну працю у Великій Вітчизняній війні 1941—1945 рр.»
- медалі